# William Alexander Smith

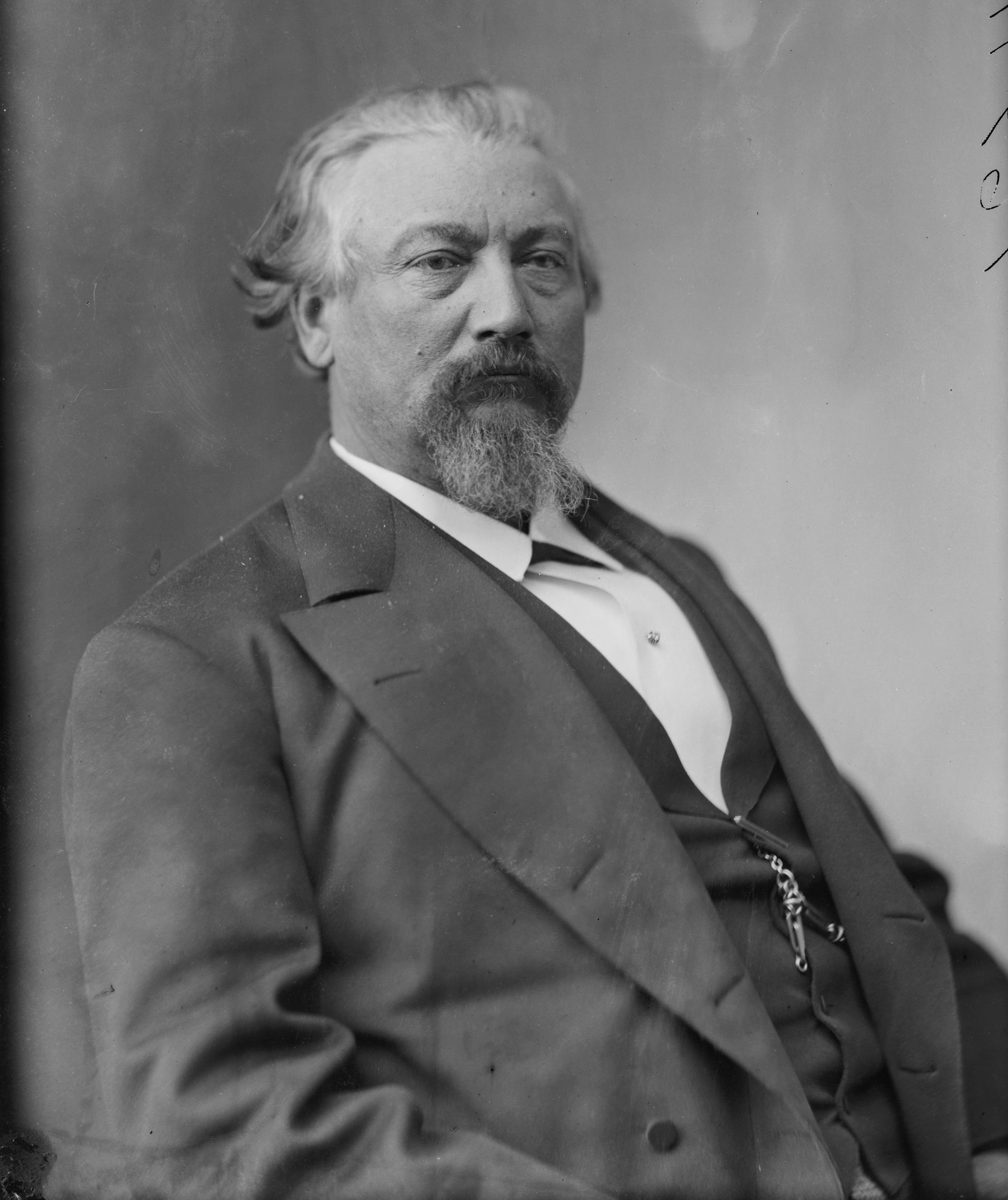
William Alexander Smith

William Alexander Smith (* 9. Januar 1828 im Warren County,  North Carolina; † 16. Mai 1888 in Richmond, Virginia) war ein US-amerikanischer Politiker. Zwischen 1873 und 1875 vertrat er den Bundesstaat North Carolina im US-Repräsentantenhaus.

## Werdegang
William Smith besuchte die öffentlichen Schulen seiner Heimat und arbeitete danach in der Landwirtschaft. Gleichzeitig begann er als Mitglied der Republikanischen Partei eine politische Laufbahn. Im Jahr 1865 war er Mitglied einer Versammlung zur Überarbeitung der Verfassung von North Carolina; 1870 wurde er in den Senat dieses Staates gewählt. Ab 1868 war er Präsident der Eisenbahngesellschaft North Carolina Railroad.
Bei den Kongresswahlen des Jahres 1872 wurde Smith im vierten Wahlbezirk von North Carolina in das US-Repräsentantenhaus in Washington, D.C. gewählt, wo er am 4. März 1873 die Nachfolge des Demokraten Sion Hart Rogers antrat. Bis zum 3. März 1875 konnte er eine Legislaturperiode im Kongress absolvieren. Nach seinem Ausscheiden aus dem US-Repräsentantenhaus hat William Smith kein weiteres politisches Amt mehr ausgeübt. Er starb am 16. Mai 1888 in Richmond.